# KYT news every.
『KYT news every.』（ケイワイティ・ニュース・エブリィ）は、鹿児島読売テレビ（KYT）で放送されている鹿児島ローカルのニュース番組。
2010年3月29日に日本テレビ発の夕方のニュースが『news every.』に変更されたのに伴い、『KYT Newsリアルタイム』からタイトルを変更。前番組からの変更点はジングルやテロップ類程度に留まり、キャスターや開始時点での放送時間はそのままとなっていた。　

## 放送時間

### 平日の放送時間とタイトルの変遷
- 黄緑色は『かごピタ』内包を指す。

| 期間      | 期間      | 県内ニュースの予告                | 全国ニュース （NNN枠も含めた全国ニュース） | 全国ニュース （NNN枠も含めた全国ニュース） | 全国ニュース （NNN枠も含めた全国ニュース）       | 県内ニュース            | 県内ニュース              |
| 期間      | 期間      | 県内ニュースの予告                | 月曜 - 水曜                                | 木曜日                                     | 金曜日                                           | 月曜 - 木曜             | 金曜日                    |
| 期間      | 期間      | 先ヨミevery.                      | KYT news every.                            | KYT news every.                            | KYT news every.                                  | KYT news every.         | KYT news every.           |
| --------- | --------- | --------------------------------- | ------------------------------------------ | ------------------------------------------ | ------------------------------------------------ | ----------------------- | ------------------------- |
| 2010.3.29 | 2011.9.30 | （編成前）                        | 17:50 - 18:16（26分）                      | 17:50 - 18:16（26分）                      | 17:50 - 18:16（26分）                            | 18:16 - 18:55（39分）   | 18:16 - 18:55（39分）     |
| 2011.10.3 | 2012.3.30 | 17:50 - 17:53（3分）              | 17:53 - 18:15（22分）                      | 17:53 - 18:15（22分）                      | 17:53 - 18:15（22分）                            | 18:15 - 18:55 （40分）  | 18:15 - 18:55 （40分）    |
| 2012.4.2  | 2013.3.29 | 16:57 - 17:00（3分） 【金曜のみ】 | 16:53 - 18:15（82分）                      | 16:53 - 18:15（82分）                      | 17:00 - 18:15 （75分）                           | 18:15 - 18:55 （40分）  | 18:15 - 18:55 （40分）    |
| 2013.4.1  | 2014.9.26 | （廃枠）                          | 16:53 - 18:15（82分）                      | 16:53 - 18:15（82分）                      | 16:50 - 18:15 （85分）                           | 18:15 - 18:55 （40分）  | 18:15 - 18:55 （40分）    |
| 2014.9.29 | 2016.4.1  | （廃枠）                          | 16:53 - 18:15（82分）                      | 16:53 - 18:15（82分）                      | 16:50 - 17:20頃（約30分） 17:53 - 18:15 （22分） | 18:15 - 18:55 （40分）  | 18:15 - 18:30頃（約15分） |
| 期間      | 期間      | （廃枠）                          | KYT news every.                            | KYT news every.                            | KYT news every.                                  | KYT news every.かごしま | KYT news every.かごしま   |
| 2016.4.4  | 2017.3.31 | （廃枠）                          | 16:50 - 18:15（85分）                      | 16:50 - 18:15（85分）                      | 16:50 - 17:20頃（約30分） 17:53 - 18:15 （22分） | 18:15 - 18:55 （40分）  | 18:15 - 18:30頃（約15分） |
| 2017.4.3  | 2018.3.30 | （廃枠）                          | 16:50 - 18:15（85分）                      | 16:50 - 18:15（85分）                      | 16:50 - 18:15 （85分）                           | 18:15 - 18:55 （40分）  | 18:15 - 18:30頃（約15分） |
| 2018.4.2  | 2020.7.2  | （廃枠）                          | 16:50 - 18:15（85分）                      | 16:50 - 18:15（85分）                      | 16:50 - 18:15 （85分）                           | 18:15 - 18:55 （40分）  | （終了）                  |
| 2020.7.6  | 2021.9.30 | （廃枠）                          | 15:50 - 18:15（145分）                     | 16:50 - 18:15（85分）                      | 16:50 - 18:15 （85分）                           | 18:15 - 18:55 （40分）  | （終了）                  |
| 2021.10.4 | 2022.9.29 | （廃枠）                          | 15:50 - 18:15（145分）                     | 16:50 - 18:15（85分）                      | 16:50 - 18:15 （85分）                           | 18:15 - 19:00（45分）   | （終了）                  |
| 2022.10.3 | 2024.3.29 | （廃枠）                          | 15:50 - 18:15（145分）                     | 16:50 - 18:15（85分）                      | 16:50 - 18:15 （85分）                           | 18:15 - 19:00（45分）   | 18:15 - 18:45頃（約30分） |
| 2024.4.1  | 現在      | （廃枠）                          | 15:50 - 18:15（145分）                     | 15:50 - 18:15（145分）                     | 15:50 - 18:15（145分）                           | 18:15 - 19:00（45分）   | 18:15 - 19:00（45分）     |

- 「先ヨミevery.」終了後はevery.第1部（現在の第2部の時間帯）の天気予報の枠に一本化され県内ニュースと天気予報を放送。
- 2012年4月以降第1部（現在の第2部にあたる）ネット開始当初は木原さんの天気も差し替えずに放送していたが、後に鹿児島ローカルの天気→鹿児島ローカルニュース・天気予報に差し替えとなっている。8月下旬は『24時間テレビ』の鹿児島ローカル企画のリポート[3]が放送される。
- 当番組の放送開始当初、県内ニュース内で当初ネットされていたコーナー「気になる!」のネット打ち切りと入れ替わりに2012年頃から「きょうコレ」がネットされるようになる[注 5]。金曜のネットは2014年9月末、月曜～木曜のネットは同年12月頃に一旦終了したものの、2017年4月から月曜～木曜日限定でネット再開、金曜に関しては2018年4月（厳密な日付は不詳）から再開[注 6]し、2021年8月以降は不定期放送。2021年10月以降改めてレギュラーコーナーとして復している。
- 2020年7月14日以降は第1部の「くわしくッ天気」の枠を差し替え「かごしま空チェック」[注 7]を放送、「ワンポイント天気」は差し替え無しで放送[注 8]。

#### 再放送
- 毎週火曜日 - 金曜日の未明に放送の『日テレNEWS24』のフィラー直前に一部コーナーをカットした25分枠で放送。
  - 2018年4月からは放送時間を早朝に移して5:00 - 5:20に放送。これにより『Oha!4 NEWS LIVE・第1部5時台』の番販ネットは月曜のみに縮小される。
  - 金曜版については土曜に再放送されなかった。

### 土曜版
- 土曜 17:30 - 18:00 （2012年4月7日 - 2013年3月30日）
  - 『news every.サタデー』、ローカルニュースは17時50分ごろから放送。
- 土曜 17:00 - 17:30 （2013年4月6日 - ）
  - 『news every.サタデー』、ローカルニュースは17時20分ごろから放送。

## 番組内容
番組本編では前番組『KYT Newsリアルタイム』同様、エンディングとエンド5秒が分離されていたが、2017年4月以降はエンド5秒が廃止されたことで地続きとなり、2021年10月4日からは19時台の番組とステブレレスとなった。

### 主なコーナー
- every.SPORTS - 県内スポーツコーナー、基本的に月曜日に放送。かつてこのコーナーの放送がある際には「きょうコレ」のネットが無い場合が多かった。
- every.特集 - 内容は原則KYT独自のもので、日本テレビや他県の系列局で放送された特集が放送されることは稀である。
  - 鹿児島のギモンを解決! ないごて!? - 視聴者からのギモンを解決するコーナー、2018年頃から放送。
  - every. 特捜隊 - 視聴者の気になる場所の裏側を取材するコーナー。2017年頃から放送開始、休止期間を挟んで2023年頃から再開。
  - サウナに行ってみっが
  - 気になるランチ
- FRIDAY REBNISE - 鹿児島のプロバスケットボールクラブ「鹿児島レブナイズ」の試合状況や話題を伝えるコーナー。2024年9月20日から放送開始。
- きょうコレ - 日本テレビのnews every.で18:47頃から放送しているニュースコーナー。
  - 2017年4月から月曜～木曜日限定でネット再開、18:44に放送される予告から18:52頃まで同時ネットで放送。当初、字幕放送は無かったが後に変更されている。

### 終了したコーナー
- every.ヴォイス - 一つのテーマについて街の声をインタビューするコーナー。以前『ズームイン!!SUPER』で2007年ごろから番組終了時まで県内ローカルで6:29から1分間放送されていた「ズムかご」のコーナーを事実上継承した形。2011年5月18日から[4]、終了時期不明。
- 知っトク - 県内のお得な生活情報や行楽情報を紹介。『KYTニュースプラス1』時代から続くコーナー。金曜日に放送されていたが2012年度いっぱいで終了し、下記の「旬コレ」に受け継がれた。
- カルチャー&スポーツ - 17時台が非ネットだった時期に18:40頃から録画で放送。
- ■鹿児島きょうのワンシーン - 2013年4月から県内ニュースのオープニングとして放送されていた。
- 旬コレ - 鹿児島の旬の現場から生中継、2013年4月5日から毎週金曜日に放送。かごピタの開始と前後して終了。
- 鹿児島あの日 - 開局20周年を記念して2014年3月3日から2015年2月27日まで放送。鹿児島で数年前のその日に何が起きたか、3つの出来事を1分間のVTRで振り返る。ZIP!では6:58から、かごピタのエンディング、NEWS ZEROのローカル枠でも放送。
- 鹿児島の道路ここを直して! - 『KYTニュースプラス1』時代から続くコーナー。基本的に月初めの月曜日に放送される。2017年9月末をもって担当の岡本が別部署へ異動したため、同年9月27日に放送された第216弾を最後にコーナーの存続は不明。

#### 日本テレビの『news every.』からのネット受け
- 気になる! - 前身番組KYT Newsリアルタイムにて、ほぼ同じ時間帯で『リアルSPORTS』（NNN Newsリアルタイム）をネット受けしていた名残で放送当初からネットしていたが終了（終了時期不明）、2017年現在もevery.特集の中で不定期で放送される場合がある。
  - 2011年2月10日放送分では約4か月ぶりに「気になる!」が放送された（同年2月3日の「青森と鹿児島がコラボ 絶品スイーツフェア!」を時差ネット。年末には2日間同時ネットされた）。
- めばえ - 読売テレビが幹事局を務める企画ネット形式の箱番組『めばえ』の鹿児島県版で、2013年4月4日から毎週木曜日に放送。終了時期不明。

## 備考
- 2012年3月28日まで、『リアルタイム』に続いて本番組でも関東エリアの第1部〈現：第2部〉（16:53〈現在は16:50〉） - 17:53）はネットされていなかった（NNN枠扱いで全国放送された場合を除く）が、同年4月2日より『KYTニュースプラス1』以来6年ぶりとなる17時台もネットすることになった。そのため、在鹿局の17時台はすべて東京発のニュース番組となる。2012年4月2日放送の冒頭で日本テレビアナウンサーの藤井貴彦から「今日から（第1部〈現：第2部〉も）鹿児島県民の皆様にもご覧頂けるようになりました」と挨拶があった。
- オープニングは日本テレビと同様だが、BGMと映像5秒弱再生される。また、エンディングは『リアルタイム』まで邦楽が主に使われていたが、『every.』では共通の番組テーマ曲が使用されている（一部を除く）。表記上は18:55までの放送なものの、CM枠が2つあるために18:50頃には本編が終了しており（2017年3月まで）、県内で最も早かった。
- スタジオセットは『リアルタイム』末期のものを一部変更して使われており、実写・バーチャルをコーナーごとに使い分けていたが、2013年度から『every.』を意識したセットに2週間かけて更新された。
- 2017年10月3日から前夜に放送した当番組の再放送版『見逃しevery.かごしま』（月曜 - 木曜放送分のみ）を開始。気象情報ときょうコレをカットした形で放送。
- 日本テレビに倣い、本番組独自のキャスタートークを放送終了後に収録、公式Youtubeで配信している[5]。過去に内田と親交が深い全国版キャスターの藤井貴彦が日テレから電話出演したこともあった。

### 土曜
- 2013年3月までは17:30スタート。

| 時刻    | 放送内容     | 備考 |
| ------- | ------------ | --- |
| 17:00   | 全国ニュース | NNN全国ネット |
| 17:19   | 番組ID       | お天気カメラ（鹿児島市）を背景に「ひきつづき… KYT news every. SATURDAY」と表示し、CMに入る。 ロゴの「SATURDAY」部分は日本テレビでは存在せず、独自に追加されている。なお、BGMは♪「news every.スタジオ」である。 |
| 17:20   | 県内ニュース | 挨拶とともに開始。途中にCMが挿まれる。 オープニングやBGMなども無く、全国枠同様のストレートニュースと化している。                                                                                               |
| 17:27頃 | 天気予報     | |
| 17:29   | 終了         | エンディングや挨拶は無く、天気予報からそのまま次枠の番組『読売テレビ制作土曜夕方5時30分枠のアニメ』の5秒予告が入って終了（2013年3月までは『名探偵コナン』の予告）。                                            |

## キャスター

### 平日
2024年4月以降
- 内田直之（月 - 木）[注 9]

- 間世田桜子（月 - 木）

- 熊木創平（金）

- 山下香織（金）

| 期間      | 期間       | 男性キャスター    | 男性キャスター | 女性キャスター                     | 女性キャスター                     | 女性キャスター                     | お天気キャスター  | お天気キャスター |
| 期間      | 期間       | 月 - 木           | 金             | 月 - 水                            | 木                                 | 金                                 | 月 - 木           | 金               |
| --------- | ---------- | ----------------- | -------------- | ---------------------------------- | ---------------------------------- | ---------------------------------- | ----------------- | ---------------- |
| 2010.3.29 | 2013.3.29  | 内田直之          | 内田直之       | 山下香織                           | 山下香織                           | 山下香織                           | 竹ノ内靜明        | 竹ノ内靜明       |
| 2013.4.1  | 2014.3.28  | 内田直之          | 内田直之       | 前畑静香                           | 前畑静香                           | 前畑静香                           | 竹ノ内靜明        | 竹ノ内靜明       |
| 2014.3.31 | 2014.9.26  | 内田直之          | 内田直之       | 前畑静香                           | 前畑静香                           | 前畑静香                           | 竹ノ内靜明 小牧葵 | 竹ノ内靜明       |
| 2014.9.29 | 2016.9.23  | 内田直之          | 内田直之       | 前畑静香                           | 中西沙綾                           | 中西沙綾                           | 竹ノ内靜明 小牧葵 | 竹ノ内靜明       |
| 2016.9.26 | 2017.3.31  | 内田直之          | 内田直之       | 佐野純子 二本木美唯貴 （隔週交代） | 佐野純子 二本木美唯貴 （隔週交代） | 佐野純子 二本木美唯貴 （隔週交代） | 竹ノ内靜明 小牧葵 | 竹ノ内靜明       |
| 2017.4.3  | 2018.3.2   | 内田直之          | 内田直之       | 佐野純子 二本木美唯貴 （隔週交代） | 佐野純子 二本木美唯貴 （隔週交代） | 佐野純子 二本木美唯貴 （隔週交代） | 小牧葵            | 小牧葵           |
| 2018.3.5  | 2018.3.30  | 内田直之          | 内田直之       | 佐野純子 二本木美唯貴 （隔週交代） | 佐野純子 二本木美唯貴 （隔週交代） | 佐野純子 二本木美唯貴 （隔週交代） | 佐野純子          | 佐野純子         |
| 2018.4.2  | 2018.11.30 | 内田直之          | （放送なし）   | 二本木美唯貴                       | 二本木美唯貴                       | （放送なし）                       | 佐野純子          | （放送なし）     |
| 2018.12.3 | 2019.1.31  | 内田直之          | （放送なし）   | 二本木美唯貴                       | 二本木美唯貴                       | （放送なし）                       | 佐野純子 塚田舞   | （放送なし）     |
| 2019.2.4  | 2019.3.21  | 内田直之          | （放送なし）   | 二本木美唯貴                       | 二本木美唯貴                       | （放送なし）                       | 塚田舞            | （放送なし）     |
| 2019.3.25 | 2019.3.28  | 内田直之          | （放送なし）   | （不在）                           | （不在）                           | （放送なし）                       | 塚田舞            | （放送なし）     |
| 2019.4.1  | 2020.3.26  | 内田直之 橋口秀一 | （放送なし）   | 塚田舞                             | 塚田舞                             | （放送なし）                       | 塚田舞            | （放送なし）     |
| 2020.3.30 | 2022.3.31  | 内田直之          | （放送なし）   | 塚田舞                             | 塚田舞                             | （放送なし）                       | 大平真理子        | （放送なし）     |
| 2022.4.4  | 2022.9.29  | 内田直之          | （放送なし）   | 園田貴央                           | 園田貴央                           | （放送なし）                       | 佐藤菜乃花        | （放送なし）     |
| 2022.10.3 | 2024.3.29  | 内田直之          | 熊木創平       | 園田貴央                           | 園田貴央                           | 間世田桜子                         | 佐藤菜乃花        | 佐藤菜乃花       |
| 2024.4.1  | 現在       | 内田直之          | 熊木創平       | 間世田桜子                         | 間世田桜子                         | 山下香織                           | 佐藤菜乃花        | 佐藤菜乃花       |

開始当初の出演者は全員『KYT News リアルタイム』から続役。

### 土曜
- 1名のみ出演。シフト勤務で不定。

### 過去のキャスター
- 岡本善久 - フィールドキャスター、2017年9月30日まで[8][9]）。